# Alderneys flag
Alderneys flag består af en hvid dug med et rødt kors. Øens våben er sat ind på en skive ovenpå korsmidten. Flaget er i dimensionerne 1:2. Det blev godkendt af dronning Elizabeth II 20. december 1993, men daterer sig fra 1906.
Det røde kors på den hvide flagdug, georgskorset, er Englands flag og viser, at Alderney er en besiddelse under den engelske krone. Alderneys våben består af en opretkronet løve, som holder en kvist. I flaget er løven placeret på en grøn skive med ornamenteret kant.